# العكروت
العكروت وزير زكريا بن يحيى آل عياش واتصف بالشجاعة والمكر والدهاء، قُتل العكروت في معركة أوال أثناء مواجهته للجيش العيوني بقيادة الفضل بن عبد الله العيوني.

### فهرس المراجع
1. ↑  خليل (2006)، ص. 129.
2. ↑  خليل (2006)، ص. 130.

### بيانات المراجع
الكُتُب مُرتَّبة حَسب تاريخ النَّشر
- محمد محمود خليل (2006). تاريخ الخليج وشرق الجزيرة العربية المسمى إقليم البحرين: في ظل حكم الدويلات العربية (العيونيين-العصفوريين-بني جروان-سلطنة هرمز-الجبور) (ط. 1). القاهرة: مكتبة مدبولي. ISBN:977-208-592-5. LCCN:2006308817. OCLC:70634495. OL:16272475M. QID:Q118669529.